# Stistaïte
La stistaïte est un minéral de la classe des sulfures. Le nom reflète sa composition chimique stibium (nom latin de l'antimoine) et stannum (nom latin de l'étain). Il a été approuvé par l'IMA en 1969.

## Caractéristiques
La stistaïte est un antimoniure d'étain de formule chimique SnSb. Elle cristallise dans le système trigonal. Sa dureté a l'échelle de Mohs est de 3. Elle peut contenir des impuretés de cuivre.

## Classification
Selon la classification de Nickel-Strunz, la stistaïte appartient à "02.AA: Alliages de métalloïdes avec Cu, Ag, Au" avec les minéraux suivants : domeykite-β, domeykite, koutekite, novakite, cuprostibite, kutinaïte, allargentum, dyscrasite, maldonite et algodonite.

## Formation et gisements
Elle est généralement concentrée dans des gisements de type placer. Sa localité type est située en Ouzbékistan. En dehors de sa localité type, elle a été décrite dans le gisement de Kubaka (Sibérie) et dans le massif de Kovdor (Péninsule de Kola).